# Strobilanthes parvifolia
Strobilanthes parvifolia är en akantusväxtart som beskrevs av John Richard Ironside Wood. Strobilanthes parvifolia ingår i släktet Strobilanthes och familjen akantusväxter. Inga underarter finns listade i Catalogue of Life.